# Едвард Ґрей
Е́двард Ґрей (англ. Edward Grey, *25 квітня 1862, Лондон — †7 вересня 1933, Фаллодон) — британський політичний діяч, міністр закордонних справ (1905—1916).

## Біографія
Народився 25 квітня 1862 року в Лондоні. Закінчив Коледж Бейлліол у Оксфорді.
Едвард Ґрей був уперше обраний до Палати громад від ліберальної партії у 1885 році. З 1892 по 1895 роки був заступником міністра закордонних справ. В 1905 році Ґрей став міністром і перебував на цій посаді до 1916 року, що є найдовшим терміном в історії британського міністерства закордонних справ.
Як дипломат Ґрей став відомим під час англо-російських переговорів 1907 року, Другої марокканської кризи та Балканських воєн. Виступав за примирення Сербії та Австро-Угорщини; під час липневої кризи прагнув зберегти нейтралітет у майбутній війні. Згодом сприяв вступу Італії в Першу світову війну; обіцяв передати Росії частину володінь Османської імперії.
Після зміни влади у грудні 1916 року перебував у опозиції до уряду Девіда Ллойд-Джорджа. Отримав титул віконта, після чого очолив Палату лордів.
Після виходу на пенсію Едвард Ґрей видав автобіографію «Twenty-five Years» (1925) та бестселер «The Charm of Birds» (1927).
Помер 7 вересня 1933 року у Фаллодоні (графство Нортумберленд).